# Desa Kroya (administrativ by i Indonesien, Jawa Barat, lat -6,53, long 108,06)
Desa Kroya är en administrativ by i Indonesien.   Den ligger i provinsen Jawa Barat, i den västra delen av landet, 140 km öster om huvudstaden Jakarta.